# Tefé
Tefé este un oraș în statul Amazonas (AM) din Brazilia.